# Pelignellus lituscolus
Pelignellus lituscolus är en tvåvingeart som beskrevs av Ichiro Miyagi 1977. Pelignellus lituscolus ingår i släktet Pelignellus och familjen vattenflugor. Inga underarter finns listade i Catalogue of Life.